# ブロモエタン
ブロモエタンはハロゲン化炭化水素系の有機化合物である。臭化エチルとも呼ばれ、EtBrと略されることがある。

## 合成
炭化水素の臭素化として最も一般的な方法を用いて合成されている。通常では、エチレンに臭化水素を付加させる方法が取られることが多い。
C
2H
4 + HBr → CH
3CH
2Br
安価な化合物であるため、研究室レベルで合成することはほとんどない。研究室レベルでは、三臭化リンや臭化チオニルをエタノールと反応させると得られる。エタノールと臭化水素を反応させても得られるが、副生成物としてジエチルエーテルも発生させてしまう。

## 利用
有機合成化学においては、ブロモエタンはC2H5+シントンとして用いられるが、実際にカチオンになっているわけではない。様々な反応に用いられ、例えばカルボン酸塩からのエチルエステル合成や擬似カルバニオンによるエチル化、チオ尿素のエチルイソチオウロニウム化、アミン類のエチル化によるエチルアミン合成などが知られている。
室温では液体であるが、非常に揮発性が高い。長年、強塩基として用いられてきたグリニャール試薬の調製などに使われてきた安価な試薬である。グリニャール試薬の調製例を以下に示す。
CH
3CH
2Br + Mg → CH
3CH
2MgBr
RC≡CH + CH
3CH
2MgBr → RC≡CMgBr + C
2H
6
このような利用法は、利便性などの点から有機リチウム化合物類が用いられるようになってきている。

## 安全性
一般的にハロゲン系炭化水素は健康に悪影響がある可能性があると考えられている。塩化物よりも臭化物の方がアルキル化剤としては優れていることもあり、暴露は最小限に留めるべきである。日本では毒物及び劇物取締法により劇物に指定されている。